# باک (فیلم)
باک (انگلیسی: Buck) فیلمی در ژانر مستند است که در سال ۲۰۱۱ منتشر شد.

## خلاصه فیلم
گاوچران آمریکایی "باک برانامان" توانایی منحصر به فردی در ارتباط برقرار کردن با اسب‌ها دارد. در این مستند به زندگی شخصی او، دوران اسف‌بار کودکی‌اش و چگونگی مبارزه او با مشکلاتش پرداخته می‌شود...